# 유진테크놀로지
유진테크놀로지 주식회사는 이차전지 부품 및 소재 전문 기업이다.

## 역사
한국거래소가 유진테크놀로지의 코스닥 시장 신규 상장을 2023년 11월 1일 승인했으며 2일부터 증권거래소에서 거래가 개시되었다.

## 사업
2차전지 공정에 쓰이는 정밀금형, 기계부품, 자동화 장비, 리드탭 등을 제조하고 있다.